# Modelo de autoexpansão
A teoria de expansão do eu, também chamada de modelo de autoexpansão ou expansão do self, propõe que os indivíduos buscam expandir o seu senso de si mesmo através da aquisição de recursos psicológicos sentidos como agregadores ao autoconceito, alargando as suas perspectivas e aumentando a competência para, em última análise, otimizar a sua capacidade de prosperar no seu ambiente. A teoria é aplicada principalmente em estudos que medem a expansão de recursos psíquicos ocasionada a partir de relacionamentos interpessoais. Foi desenvolvida em 1986 por Arthur Aron e Elaine Aron para fornecer uma estrutura para a experiência e o comportamento subjacentes em relacionamentos íntimos. O modelo tem dois princípios fundamentais distintos, mas relacionados: o princípio motivacional e o princípio da inclusão do outro em si. O princípio motivacional refere-se ao desejo inerente de um indivíduo de melhorar sua autoeficácia e se adaptar, sobreviver e reproduzir em seu ambiente. O princípio da inclusão do outro em si postula que relacionamentos próximos servem como a principal forma de expandir nosso senso de identidade à medida que incorporamos as identidades, perspectivas, recursos e experiências de outros como nossos através desses relacionamentos.

## Origem e influências do modelo
Os Aron propuseram a teoria em 1986, baseando-se em uma união entre os conhecimentos científicos dos processos psicológicos sociais, desenvolvimentistas e comportamentais―principalmente da teoria da interdependência e teorias evolucionárias do amor―e a filosofia ocidental e oriental, adotadas de modo metafórico e com grande valor heurístico. O aspecto motivacional da teoria se derivou em particular dos modelos psicológicos clássicos de crescimento e motivação, por exemplo nos estudos de Bandura e Maslow. Mais recentemente, os autores apontam também estreito paralelo com o fenômeno Michelangelo, visto em pesquisas de interdependência.
O modelo foca sobre o efeito de relacionamentos sobre o autoconceito e foi uma tentativa dos Aron de integrar, junto com o conhecimento científico dos processos sociais e comportamentais, dois conceitos filosóficos favoritos de Arthur Aron: a afirmação de Diotima no diálogo O Banquete de Platão, de que o eu pode se desenvolver por meio do amor e gerar uma expansão a níveis mais elevados; e a seção das Upanixades indianas que afirma que o amor é a base da vida e que em todos os seus aspectos se direciona ao Self. Os autores afirmam que ambos são modelos pré-científicos, porém potencialmente testáveis. Na filosofia oriental, era comum a descrição desenvolvimentista de que havia um pequeno "self", ou ego, e um "Self" amplo da totalidade, e que uma motivação fundamental é expandir do pequeno self ao grande Self (especialmente, segundo os autores, em Brihadaranyaka Upanishad 4.V.1). Isso ocorreria desde em relações de mãe-filho até outras díades, como de mestre-estudante e de casamento. Em O Banquete, a perspectiva semelhante aparece no trecho da scala amoris: "Comece por aquele [amor] das belezas da terra e suba em busca daquela outra beleza, usando-as apenas como degraus... a partir daquele [amor] das belas formas às belas práticas, e das belas práticas às belas noções, até que das belas noções se chegue à noção de beleza absoluta, e finalmente se saiba qual é a essência da beleza".

A problemática que o conceito representa também foi abordada recentemente em uma comparação que eles fizeram entre o seu modelo e o da teoria do apego: eles afirmaram que na teoria do apego há uma supervalorização das pessoas que possuem um apego seguro bem constituído e constante desde cedo, em detrimento daqueles que seguem um processo de desenvolvimento pessoal, em esforço de interação com outras pessoas, para a formação de um apego seguro adquirido. Os autores apontam que, segundo a perspectiva junguiana, pode ser mais valiosa e saudável a perspectiva desenvolvimentista que apresentam em seu modelo de expansão, em que se podem associar conceitos simbólicos como de sombra, arquétipo da Criança Divina e individuação.
"A ideia é que o self se expande em direção ao conhecimento ou se torna aquilo que inclui a tudo e a todos, o Self. Os passos ao longo do caminho são de incluir uma pessoa ou coisa, depois outra, depois ainda outra" ―Elaine e Arthur Aron

## Princípio motivacional
Um dos temas subjacentes à autoexpansão é que os indivíduos têm um motivo muito básico para se expandir o próprio eu. Ao contrário da teoria da hierarquia de necessidades de Maslow, ela é onipresente: para Maslow, apenas as necessidades de baixo nível são atendidas antes que as necessidades de alto nível apareçam. A necessidade de autoexpansão ocorre mesmo se houver uma necessidade básica insatisfeita. Alguns pesquisadores acreditam que a autoexpansão, assim como a fome e a sede, tem origem nas necessidades fisiológicas básicas do sistema nervoso, e está associada ao sistema de recompensa do cérebro. Alguns investigadores também acreditam que a motivação para a autoexpansão está parcialmente enraizada na aprovação e aceitação social. A autoexpansão pode ser consciente ou inconsciente. Às vezes, as pessoas podem perceber uma sensação de "autoexpansão" ou se esforçar para alcançar uma meta que possa promover a autoexpansão, mas na maioria das vezes, a autoexpansão é uma motivação inconsciente.
A autoexpansão é o desejo de aumentar a eficácia potencial de um indivíduo. Os modelos motivacionais referem-se frequentemente à autoeficácia como a crença de que alguém é competente e pode atingir objetivos específicos. No modelo de autoexpansão, utiliza-se a eficácia potencial, pois se refere apenas à obtenção de recursos que possibilitarão o alcance de metas. A concretização deste objetivo é uma preocupação secundária.
No entanto, a motivação para a autoexpansão ainda influencia a atração por outras pessoas para um potencial relacionamento próximo. Aron e Aron sugerem que nossa atração é dividida em dois componentes com base na abordagem de expectativa de valor de Rotter:
- Desejabilidade é a quantidade total percebida de autoexpansão possível a partir de um relacionamento próximo potencial.
- O segundo fator, probabilidade, refere-se à probabilidade de que o relacionamento próximo com o indivíduo possa realmente ser formado. Também pode ser conceituado como a probabilidade de ocorrer autoexpansão. Consequentemente, os indivíduos procurarão um parceiro que tenha um status social elevado e um maior número de recursos. No entanto, para maximizar a autoexpansão, também é considerada a probabilidade de essa pessoa ser leal e desejar ter um relacionamento próximo.

### Medindo a motivação de autoexpansão
O modelo de autoexpansão foi originalmente estabelecido para explorar a questão: “Por que as pessoas desenvolvem e mantêm relacionamentos?” Ele tenta descrever os sentimentos e ações das pessoas em relacionamentos íntimos, portanto, pesquisas relacionadas são baseadas principalmente em relacionamentos íntimos e na motivação por trás do relacionamento. Em 2002, Lewandowski e Aron desenvolveram o Questionário de Autoexpansão (SEQ) para explorar a expansão do eu e do relacionamento. O questionário de autoexpansão (SEQ) é composto por vários componentes-chave do modelo de autoexpansão. Ele contém um total de 14 itens para medir o grau de aumento no conhecimento, habilidades e capacidades que um indivíduo experimentou de seus parceiros. São três questões representativas: “Quanto seu parceiro ajuda a ampliar sua percepção do tipo de pessoa que você é?”; “O quanto conhecer seu parceiro te tornou uma pessoa melhor?”; e “O quanto você vê seu parceiro como uma forma de expandir suas próprias capacidades?”.

## Princípio da inclusão do outro em si
O segundo princípio do modelo de autoexpansão é que as pessoas usam relacionamentos próximos para se expandirem, incluindo o outro em si mesmas. O eu é frequentemente descrito como o conteúdo ou o conhecimento de quem somos. Outros poderiam ser interpretados como indivíduos, mas alguns estudos também descobriram que os indivíduos também incluirão grupos ou comunidades.
De acordo com Aron e Aron, ao iniciar um relacionamento próximo, uma pessoa deve perceber que o eu e o outro devem começar a se sobrepor, incluindo aspectos do outro no eu. Mais especificamente, depois de as pessoas incluírem os outros em si mesmas, elas sentirão que têm os mesmos recursos, ideias e identidade que os outros, e pensarão que os recursos, ideias e identidade que os outros ganharam ou perderam são também o que ganhou ou perdeu de si próprio. Esses novos recursos levam a uma maior inclusão do outro no self, incorporando também as perspectivas e identidades do outro.
Aron, Aron, Tudor e Nelson conduziram vários estudos clássicos que demonstraram cientificamente que incluímos o outro em nós mesmos:
- Numa experiência, os participantes eram mais propensos a distribuir o dinheiro igualmente entre si e ao outro próximo, em comparação com a distribuição do dinheiro entre si e um estranho. O compartilhamento de recursos sugeria a inclusão do eu no outro.
- Num segundo experimento, os participantes eram mais propensos a lembrar mais substantivos para um estranho do que para uma pessoa próxima (a mãe). Isto apoiou o fenómeno IOS, uma vez que os participantes eram mais propensos a assumir a perspectiva do outro próximo, não sendo assim capazes de lembrar substantivos descritivos dessa pessoa.
- Numa experiência final, os participantes foram obrigados a tomar decisões de sim/não sobre se certas características pertenciam a eles próprios. As decisões sobre características diferentes entre um participante e outro próximo tiveram tempos de reação mais longos do que as decisões sobre características diferentes entre um participante e um estranho.

Foi sugerido que o aumento da confusão entre o eu e o outro próximo estava diretamente relacionado à integração do outro no eu. O grau de proximidade no relacionamento afeta os estudos de reações próprias e de outras pessoas. À medida que dois indivíduos se aproximam, há maior confusão e, portanto, um tempo de reação mais longo. Como resultado, à medida que aumenta a proximidade de um relacionamento, haverá uma maior inclusão do outro no eu.

### Medindo a inclusão do outro em si mesmo

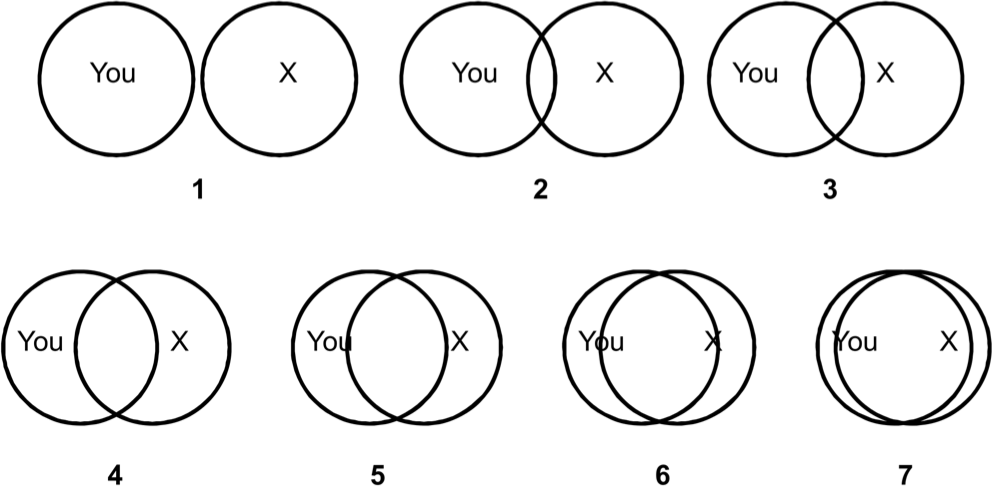
Escala de inclusão adaptada do outro no self.

A Escala de Inclusão do Outro no Self (Escala IOS) é uma das ferramentas mais utilizadas para avaliar este fenômeno. A escala consiste em sete pares de círculos semelhantes a diagramas de Venn que variam no nível de sobreposição entre o eu e o outro. Os entrevistados são solicitados a selecionar o par de círculos que melhor representa seu relacionamento próximo atual. Vários estudos mostraram que esta ferramenta de medição é eficaz na obtenção de representações precisas da quantidade de proximidade e da inclusão do outro em si mesmo.

## Inclusão do endogrupo no self
A ideia de incluir o outro no self foi estendida para incluir todo um endogrupo no self. Um grupo interno é um conjunto interdependente de indivíduos com os quais uma pessoa se identifica. O indivíduo acredita que é membro deste grupo. Na verdade, vários grupos acadêmicos encontraram descobertas semelhantes no paradigma do tempo de reação eu/não eu em nível de grupo.
Vários investigadores examinaram o papel da identificação intragrupo (ou seja, a ligação psicológica prolongada de uma pessoa a um grupo interno) e da autoexpansão. Na verdade, Trop e Wright refinaram o significado da identificação endogrupal e acreditaram que era análoga à inclusão do endogrupo no self.
A motivação central para incluir o endogrupo no self é paralela ao modelo de autoexpansão no nível interpessoal. O modelo de autoexpansão sugere que estamos fortemente motivados a nos expandir, incluindo o outro em nós mesmos. Isso ocorre quando um indivíduo incorpora as perspectivas, identidades e recursos do outro. Da mesma forma, foi proposto que a inclusão de um endogrupo no self, ou identificação endogrupal, é parcialmente influenciada pelo motivo de autoexpansão. A inclusão das perspectivas e recursos do grupo interno pode aumentar a confiança na realização de uma variedade de objetivos. Assim, a atratividade de um grupo baseia-se frequentemente no potencial de autoexpansão. Um grupo com status social mais elevado e com maior quantidade de recursos potenciais tem maior probabilidade de ser incluído no self.
Tropp e Wright criaram um instrumento para medir até que ponto um indivíduo inclui o endogrupo em si mesmo.

### Motivo de autoexpansão
Pode ser que os indivíduos queiram fazer amizade com os membros do exogrupo (em vez de oprimir e maltratá-lo) por causa do motivo de autoexpansão. Com base no trabalho original de Aron e Aron, as pessoas querem se expandir e uma forma ótima de o fazer é por meio de amizades íntimas que deem a oportunidade de aumentar as perspectivas, identidades e recursos. Pessoas que são mais semelhantes a nós fornecem uma capacidade diminuída para a autoexpansão. Como resultado, um indivíduo pode recorrer a membros do grupo em busca de amizade porque eles são diferentes do seu autoconceito. Estas diferenças permitem uma maior probabilidade de aumentar recursos, identidades e perspectivas, o que é consistente com o motivo de autoexpansão. Um estudo recente mostrou que, consistente com esta ideia, estimular uma motivação elevada de autoexpansão melhora a autoexpansão do grupo e a qualidade e os resultados das interações fora do grupo (por exemplo, maior autoeficácia, proximidade relatada e autocrescimento).

### Barreiras à autoexpansão no nível intergrupal
Os motivos de autoexpansão podem explicar porque é que as pessoas apreciam o contato intergrupal, no entanto, também podem fornecer explicações sobre a razão pela qual evitamos este contato intergrupal. As pessoas podem ser cautelosas quanto à autoexpansão devido a uma sensação de perda de si mesmas. À medida que nos autoexpandimos numa área, podemos colocar-nos em risco de perder aspectos do nosso eu noutra área. Consequentemente, as pessoas podem ter medo de criar um relacionamento próximo com um membro do grupo externo, pois isso pode desencadear animosidade por parte dos membros originais do grupo interno. Frequentemente, os indivíduos devem tentar equilibrar os benefícios potenciais da inclusão do grupo externo em si mesmos com a perda potencial de amigos do grupo interno e dos recursos associados. Se a perda de si superar a autoexpansão, é possível uma diminuição na autoeficácia percebida.
A segunda barreira à autoexpansão é o risco de que possa ocorrer uma superabundância de autoexpansão num período demasiado curto.

### Autoexpansão além dos relacionamentos
Mais recentemente, a pesquisa sobre autoexpansão começou a deixar de investigar a autoexpansão em um contexto social (por exemplo, relacionamentos românticos) e, em vez disso, concentrou-se nos processos de autoexpansão e nos resultados da autoexpansão no nível individual. A pesquisa também se concentrou na autoexpansão em domínios como o local de trabalho. Os resultados destes estudos de investigação demonstraram que a autoexpansão pode ocorrer (e ocorre) a nível individual (por exemplo, através de passatempos e experiências espirituais) e em locais de trabalho. Semelhante às descobertas da literatura sobre autoexpansão social, a autoexpansão individual também tem efeitos positivos e inclui os mesmos processos (por exemplo, motivação, autoeficácia). A autoexpansão também foi apresentada teoricamente dentro de uma estrutura de mudança de autoconceito.

## Relações interpessoais

### Atração inicial e manutenção de relacionamento
A autoexpansão geralmente começa com a atração por outra pessoa. Apaixonar-se oferece uma oportunidade para uma rápida autoexpansão, pois há um desejo de se unir à pessoa que você ama. Estudos demonstraram que a semelhança percebida pode promover atração interpessoal. As pessoas tendem a preferir outras semelhantes a elas, o que vai contra a motivação de aumentar as oportunidades de expansão. Embora a semelhança percebida em interesses, antecedentes e valores seja considerada um fator importante que afeta a atração, a dissimilaridade nos parceiros é uma via de expansão devido ao fornecimento de novos recursos, opiniões e identificação. Um estudo descobriu que fornecer informações sobre uma alta probabilidade de desenvolver um relacionamento com a pessoa-alvo diminuiu e reverteu um pouco o efeito de atração por similaridade para os homens em particular. Neste caso, os homens eram mais propensos a selecionar parceiros diferentes, pois proporcionavam mais oportunidades para a expansão do self. As pessoas geralmente podem relutar em buscar outras pessoas diferentes, apesar da oportunidade de autoexpansão. É provável que presumam que o outro diferente não retribuiria seus sentimentos e esperaria que nenhuma expansão ocorresse. Para casais estabelecidos, a investigação mostra que podem experimentar diferentes níveis de motivação para a autoexpansão ao longo da sua relação, e estas descobertas foram replicadas em amostras interculturais. À medida que as relações continuam a mudar e a evoluir, o grau em que promovem a expansão e o crescimento pode variar no futuro. Surge um tipo de viés de confirmação, de modo que aqueles que esperam uma autoexpansão futura através de seus relacionamentos são mais propensos a se envolver em atividades de autoexpansão. O potencial de expansão futura é um forte preditor de satisfação e comprometimento no relacionamento.

### Redução de tédio e aumento do desejo sexual
A pesquisa mostra que quando os casais participam de algumas atividades de autoexpansão, essas atividades podem aumentar a satisfação e melhorar a qualidade do relacionamento. No entanto, a expansão também pode reduzir resultados negativos, como o tédio no relacionamento. Em um estudo, estudantes universitários e casais que namoraram atribuíram o tédio em seus relacionamentos à baixa novidade e estímulo. Isto também foi associado ao baixo prazer e excitação no relacionamento. Quando os participantes ficaram entediados em outro estudo, eles ficaram mais inclinados a procurar novas atividades. Isto segue o primeiro princípio do modelo que postula que os indivíduos possuem uma motivação inerente para se expandirem. O desejo sexual pode ser afetado pelo tédio no relacionamento. Aqueles que relatam alto desejo sexual por seus parceiros têm maior probabilidade de ter satisfação sexual e geral em seus relacionamentos.

### Infidelidade e atenção às alternativas
Relacionamentos românticos que não proporcionam oportunidades suficientes para a autoexpansão individual podem aumentar a inclinação para perceber e focar em parceiros alternativos. Se isso ocorrer em grande medida, poderá levar a resultados relacionais negativos para um relacionamento exclusivo e monogâmico, como baixa satisfação/estabilidade no relacionamento e maior suscetibilidade à infidelidade. Num estudo, os participantes que relataram menor autoexpansão nos seus relacionamentos eram mais propensos a gostar de interagir com uma simulação de programa de computador que se mostrou mais autoexpansível.  Nessas circunstâncias, os indivíduos são menos propensos a empregar vieses motivacionais e perceptivos que os protejam contra a influência de alternativas atraentes. Uma análise mediacional demonstrou que a atenção às alternativas explica a relação observada entre autoexpansão e infidelidade. Num outro estudo, os dados de ressonância magnética funcional revelaram menos ativação cerebral em resposta a uma série de rostos atraentes quando os participantes foram preparados para recordar momentos de autoexpansão nas suas relações atuais, sugerindo que a autoexpansão pode desencorajá-los de procurar alternativas atraentes. O término de um relacionamento depende de muitos fatores-chave, como “melhoria de si mesmo” e “dificuldade no autoaperfeiçoamento”. As oportunidades de autoexpansão proporcionadas em um relacionamento também podem afetar o indivíduo após o rompimento. Descobriu-se que a perda de um relacionamento que não promove a expansão tem efeitos positivos sobre o indivíduo, pois pode proporcionar novas oportunidades de crescimento, anteriormente restritas. No entanto, o indivíduo pode experimentar "autocontração" (perda de si mesmo) se o relacionamento proporcionou expansão suficiente.

### Implicações da autoexpansão não relacional
Os relacionamentos servem como o principal meio de autoexpansão. Contudo, a autoexpansão pessoal ou não-relacional ainda pode ocorrer através de experiências individuais novas e desafiadoras (por exemplo, aprender uma nova língua), resultando em vários benefícios intrapessoais. Mudanças comportamentais notáveis causadas pela autoexpansão individual incluem cessação do tabagismo, perda de peso e melhor saúde física. Utilizando um desenho de amostragem de experiência, os investigadores mostraram que os aumentos na autoexpansão pessoal no mesmo indivíduo estavam correlacionados com uma maior paixão na relação, enquanto baixos níveis de paixão foram observados para altos níveis de autoexpansão entre os participantes. Isto sugere que o crescimento experimentado através de atividades não partilhadas pode satisfazer necessidades individuais, mas pode reduzir a paixão pelo parceiro. Outro fator que contribui é o nível de apoio recebido pelo parceiro. Um estudo com casais aposentados mostrou que o apoio prévio dos parceiros para o crescimento individual previa felicidade e satisfação durante os anos de aposentadoria. A satisfação no relacionamento para casais permanentes aumenta quando os parceiros incentivam atividades não relacionais de autoexpansão. Isto ocorre quando os indivíduos acreditam que os seus parceiros estão facilitando a sua expansão e os associam a essa expansão.